# مبارد وموسعات المعالجة اللبية للأسنان

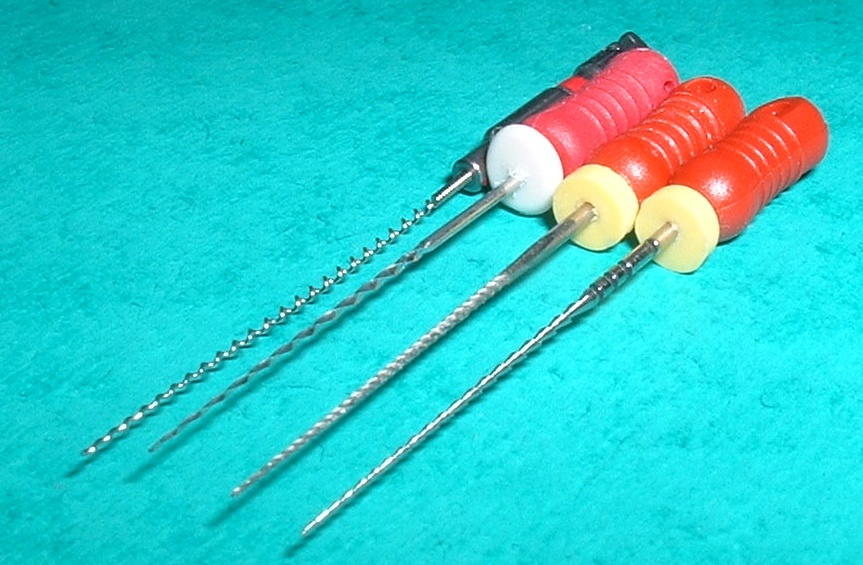

مبارد وموسعات المعالجة اللبية للأسنان (بالإنجليزية: Endodontic files and reamers)‏، وهي أدوات جراحية يستخدمها أطباء الأسنان في عمليات المعالجة اللبية للأسنان. تستخدم هذه الأدوات لتنظيف وتشكيل الأقنية الجذرية، وذلك بغرض إتمام عملية إنضار كيميائية ميكانيكية لأقنية جذور الأسنان بشكل كامل على طول القناة وصولًا للثقبة الذروية. يساعد تحضير الأقنية بهذه الطريقة على التطهير الكيميائي للقناة بطولها المرغوب بالإضافة إلى تشكيل نمط يسمح بسد القناة، وحشوها، بصورة فعّالة.

## المبارد اليدوية
توفر المبارد اليدوية الحس اللمسي للطبيب أثناء استخدامها في تنظيف وتشكيل القنوات اللبية. ويسمح هذا للطبيب أن يستشعر التغيرات في مقاومة القناة للمبرد والتغيرات في الزوايا، وهذا يساعد على تحديد وجود الانحناءات، والتكلسات، والتغيرات التشريحية بالقناة اللبية التي لا تظهر في صور الأشعة ثنائية الأبعاد بوضوح. تساعد هذه المعلومات على تحديد أساليب العلاج المُتبعة لتفادي وقوع المضاعفات قبل استخدام الأدوات الدوارة.

### مبارد النوع K
تُصمم الحواف القاطعة لهذه المبارد عن طريق ثني سبائك ذات مقطع عرضي مربع من الصلب المقاوم للصدأ. وتختلف مبارد K فليكس عن مبارد K التقليدية كونها ذات مقطع عرضي معين الشكل وبالتالي تمتاز بمرونة أعلى من مبارد K التقليدية.

### مبارد النوعC
تتميز مبارد C بصلابتها عن مبارد K، ويفضل استخدامها في الأقنية المتكلسة والأقنية المنحنية الضيقة.

### مبارد النيكل-تيتانيوم
تتميز سبيكة النيكل-تيتانيوم بمرونتها الفائقة التي تسمح لها أن تتحمل الإجهاد بقدرة أعلى مقارنةً بسبائك الصلب المقاوم للصدأ، وبالتالي تنخفض خطورة انكسارها داخل الأقنية. وتعتبر أهم الخواص الأخرى المميزة لهذه السبيكة كونها سبيكةً متذكرة للشكل وهذا يجعلها تستعيد شكلها الأصلي عند التسخين بعد التوائها. وتقلل هذه الخاصية من خطورة تغير شكل الأداة داخل الأقنية الجذرية لغياب قوى الضغط والشد المؤثرة عليها.
تسمح هذه الخاصية بزيادة نسبة استدقاق هذه الأدوات بنحو 4% إلى 8% مقارنةً بالأدوات المصنوعة من سبيكة الصلب المقاوم للصدأ. ويسهل هذا من تشكيل جدران الأقنية الجذرية بنمط استدقاق مناسب في وقت أقل عن الوقت المستغرَق عند استخدام أدوات سبيكة الصلب المقاوم للصدأ ويقلل أيضًا من عدد المبارد المستخدمة في هذا الإجراء. تقلل أيضًا أدوات سبيكة النيكل-تيتانيوم من خطورة انزلاق المبرد عن الانحناء الذروي والنقل الذروي بالقناة.
توجد أنواع عديدة من مبارد سبيكة النيكل-تيتانيوم. ويمكن استخدامها في أنظمة المبارد الدوارة أو في الأنظمة اليدوية لزيادة مستوى التحكم بالأداة.

### تقنيات الاستخدام

#### تقنية التدوير المتبادل والبَرْد المحيطي
تبدأ هذه التقنية بتدوير المبرد داخل القناة للأمام وللخلف بالتبادل مع ضغط خفيف للأسفل باتجاه ذروة القناة. وينضر المبرد العاج المبطن للقناة مع الحركة البطيئة باتجاه الثقبة الذروية.
تُحرك المبارد من نوع K، بمجرد وصولها للطول العامل المرغوب، في حركة دفع وسحب مع احتكاكها بمحيط بطانة القناة أثناء السحب فقط، حتى تقلل من دفع الغبار العاجي وتراكمه عند الذروة.

#### تقنية القوة المتوازنة
تعتبر هذه التقنية أكثر التقنيات المستخدمة في المعالجة اللبية شيوعًا خاصةً في حالات الأقنية المنحنية.
يجب أن تتميز المبارد المستخدمة في هذه التقنية بمرونتها مع نهايات غير قاطعة. يُدخل المبرد إلى القناة حتى يستشعر الطبيب مقاومةً طفيفة، بعدها يُدوَّر المبرد باتجاه عقارب الساعة بنحو 60 درجة، ثم يُدوَّر مرةً أخرى دورةً كاملةً في عكس اتجاه عقارب الساعة لالتقاط الحطام العاجي الناتج عن القطع خلال الحركة الأولى بثنيات المبرد. تُنفذ هذه الحركات ثلاث مرات فقط على أقصى تقدير، ثم يُزال المبرد من القناة حتى يُنظف من بقايا العاج العالقة بثنياته، ثم تُروى الأقنية الجذرية قبل أن يُستخدم المبرد مرةً أخرى بالقناة لاستكمال عملية التحضير.

### مبارد هيدستروم
تتميز هذه المبارد بمقطع عرضي عبارة عن مجموعة من المخاريط الحادة والمتتابعة بشكل متصل، و تتميز أيضًا هذه المبارد بنهايات قاطعة. يؤدي استخدام هذه المبارد في حركات الدفع والسحب إلى إنضار القناة الجذرية بشكل كبير عند سحبها منها. لا يجب أن تُدوَّر هذه المبارد أكثر من 30 درجة بسبب ضيق مقطعها العرضي بين المخاريط وبعضها، وبالتالي تكون مُعرضة للانكسار داخل القناة بشكل كبير. تستخدم أيضًا هذه المبارد في إزالة مواد حشو الأقنية الجذرية مثل مادة الطبرخي خلال المعالجة الثانوية (إعادة المعالجة) للأقنية الجذرية.

### الإبرة الشائكة
تستخدم هذه الإبرة في إزالة الأنسجة اللبية من الأقنية الجذرية في عملية تعرف باستئصال لب السن خلال المعالجة اللبية للأسنان. توجد أشواك حادة على هذه الإبر تتشابك مع الأنسجة اللبية حتى تستأصل اللب من القناة بكفاءة. ولا تشارك هذه الإبر في تشكيل الأقنية الجذرية مثل بقية المبارد.

## المبارد الدوارة
أدى استخدام سبائك النيكل-تيتانيوم في مجالات طب الأسنان إلى استخدام الأنظمة الدورانية في تحضير الأقنية الجذرية بصورة آمنة. تتميز الأدوات الدورانية بكفاءة قدرتها على القطع مقارنةً بتقنيات البَرْد اليدوية الأخرى. يُنصح باستخدام محرك دوار كهربي مُخصص لهذه الأنظمة حتى يتسنى للطبيب أن يتحكم بمعدلات وسرعة دوران هذه المبارد وفقًا للنظام المتبع في تحضير الأقنية. وعلى الرغم من مزايا الأنظمة الدورانية، يُنصح دائمًا باستخدام المبارد اليدوية أولًا لخلق ممر بالقناة الجذرية قبل إدخال المبارد الدوارة بها. يوجد العديد من الأنواع والأنظمة المختلفة للمبارد الدوارة في السوق لمختلف المصنعين.

### الأنظمة التبادلية
تتميز الأنظمة التبادلية بدوران المبرد في اتجاه عقارب الساعة ثم دورانه في عكس اتجاه عقارب الساعة بالتبادل. وتشبه هذه الأنظمة تقنية القوة المتوازنة التي تعتمد على المبارد اليدوية. يدور المبرد في اتجاه عقارب الساعة حتى يتشابك مع العاج المبطن للأقنية ثم يُتبع سريعًا بحركة دورانية في عكس اتجاه عقارب الساعة قبل أن يدور في اتجاه عقارب الساعة في دورة أخرى لقطع العاج المبطن للأقنية. تشمل مزايا النظام التبادلي:
- الخفض من معدلات حدوث الإجهاد الدوري بالمبارد.
- الخفض من معدلات حدوث الإجهاد الالتوائي بالمبارد.
- بساطة النظام مقارنةً بالأنظمة الأخرى إذ إنه يعتمد على مبرد واحد يتوفر بأحجام صغيرة أو اعتيادية أو كبيرة وفقًا لحجم القناة، وبالتالي يمتاز هذا النظام بفاعليته من ناحية التكلفة.

### مبارد الضبط الذاتي
صُممت أنظمة مبارد الضبط الذاتي للتغلب على المضاعفات التي تنشأ نتيجة للاختلافات التشريحية والأنماط المعقدة لبعض الأقنية الجذرية. تستخدم هذه المبارد في الأنظمة الدوارة، وهي عبارة عن بنية شبكية مرنة ومفرغة من الداخل ومصنوعة من سبيكة النيكل-تيتانيوم، ومصممة لتتشكل مع شكل القناة الجذرية بصورة ثلاثية الأبعاد بما يشمل مقطعها العرضي. تستخدم هذه المبارد بنمط اهتزاز مع حركة للداخل والخارج بالقناة الجذرية، بالإضافة إلى عملية إرواء مستمرة للقناة بواسطة أحد المطهرات الذي يُمرر عبر مضخة تمعجية ليصل إلى القناة من خلال التجويف الموجود بداخل المبرد أثناء تحضير الأقنية. تُزال طبقة ذات سُمك موحد من العاج المبطن للقناة الجذرية من محيطها الكلي، وبهذا يحقق هذا النظام الأغراض الرئيسية من علاج الأقنية الجذرية مع الحفاظ على أكبر قدر ممكن من العاج الباقي المبطن للأقنية الجذرية. يؤدي تأثير الاحتكاك ثلاثي الأبعاد بين المبرد والقناة الجذرية، بالإضافة إلى الإرواء المستمر، إلى تنظيف القناة جيدًا، والذي بدوره يُسهل من عملية سد القناة بصورة مثالية. ويعتبر تطهير الأقنية ذات المقطع العرضي البيضاوي-المسطح بشكل أكثر فاعلية من أهم الأهداف التي يمكن تحقيقها باستخدام هذه المبارد.

### مبارد النوعD
تعتبر مبارد النوع D مجموعةً مختارة من المبارد الدوارة التي تستخدم عادةً أثناء إعادة المعالجة اللبية لفاعليتها في إزالة مادة الطبرخي من الأقنية الجذرية. تُقسم هذه المبارد على نمط متتابع؛ فيبدأ المبرد من نوع D1 بإزالة الطبرخي من الثلث التاجي للقناة، ثم مبرد  D2 لإزالة الطبرخي من الثلث المتوسط بالقناة، وأخيرًا المبرد D3 لإزالة الطبرخي من الثلث الذروي للقناة قبل تشكيلها الأخير باستخدام المبارد التقليدية. يحتوي المبرد D1 على نهاية قاطعة لتتشابك مع مادة الحشو الموجودة بالقناة ويبلغ طوله 16 ملليمترًا. ولا تحتوي مبارد D2 وD3 على نهايات قاطعة حتى لا تزيل من العاج الباقي المبطن للقناة الجذرية، وتبلغ أطوالها 18 ملليمترًا و22 ملليمترًا على الترتيب.